# حسن حنفی
حسن حنفی (۱۹۳۵ – ۲۱ اکتبر ۲۰۲۱)، استاد صاحب‌کرسی فلسفه در دانشگاه قاهره بود. 
وی از چهره‌های برجستهٔ اسلام متجددانه است.
حنفی در خانواده‌ای هنری در قاهره متولد شد. وی در جوانی به آموختن ساز ویولن پرداخت و تاکنون همچنان این ساز را می‌نوازد.
حنفی در جوانی با انگیزه‌های انقلابی فعالیت سیاسی داشته و با اخوان المسلمین مرتبط بوده است. حنفی بعدها در دانشگاه سوربن در پاریس به تحصیل پرداخت. وی از سال ۱۹۶۷ استاد فلسفه در قاهره بوده و همچنین به عنوان استاد مدعو در دانشگاه‌های فرانسه، ایالات متحده آمریکا، بلژیک، کویت و آلمان حضور داشته است.

## فلسفه
حنفی شاگرد عثمان امین، پدیدارشناس است وی با انتشار سه گانه‌ای با استفاده از روش هوسرل به بازسازی کلاسیک فلسفه اسلامی و نقد منابع و توسعهٔ آگاهی اروپایی پرداخته است. تفسیر حنفی از اسلام را سوسیالیستی دانسته و او را از شارحان و معلمان "چپ اسلامی" دانسته‌اند. او همچنین تفسیری از اسلام را ترویج می‌دهد که حامی گسترش اخلاقی جهانی است.
حنفی در بیشتر آثار اخیرش گفته است که اسلام نیازمند درکی همسو با آزادی و پیشرفت بشر است.
حنفی در شورای تعامل متقابل که از ۲۶ نخست وزیر و رئیس جمهور سابق تشکیل شده نقش مشاور را داشته است. او همچنین عضو انجمن فلسفه میان فرهنگی است که به تشویق گفتگو میان فیلسوفان از سراسر جهان می‌پردازد. حنفی از امضا کنندگان اصلی «کلمهٔ مشترک میان ما و شما» ست؛ نامهٔ سرگشادهٔ مسلمان به رهبران مسیحی برای دعوت به صلح و درک متقابل.

## مناقشهٔ ارتداد
محافظه‌کاران اسلامی کتاب حسن حنفی «دعوت برای گفتگو» را بدعت و کفر دانسته‌اند.
نظرات لیبرال وی در مورد اسلام خشم محافظه‌کاران از میان علمای دین و ازهر را برانگیخته است؛ مثلاً او گفته است که نام خدا را باید به «متعال» تغییر داد؛ اما محافظه کاران و دانشمندان الازهر حنفی را بر این اساس که درصدد تحریف اسلام است رد کرده‌اند.
علیه حنفی فتوایی هست که وی را مرتد دانسته است. این بحث در مصر جنجال‌هایی میان لیبرال‌ها در مخالفت با مرتد دانستن حنفی برانگیخته است.

## شاگردان
مجله‌ای مصری شاگردان اصلی وی در مصر را به این شرح معرفی کرده است:
1. نصر ابوزید
2. علی مبروک
3. کریم السید